# Guido Gillès de Pelichy
Guy Gillès de Pelichy (Sainte-Adresse, 15 juli 1918 - Brugge, 13 juni 1999) was Belgisch volksvertegenwoordiger.

## Levensloop
Baron Guy (ook Guido) Georges Marie Godelieve Joseph Ghislain Gillès de Pelichy, was een  telg uit het geslacht Gillès en de zoon van Charles Gillès de Pelichy
Hij trouwde in 1944 met Anne van der Plancke (1919-2007), dochter van de burgemeester van Oostkamp Pierre van der Plancke. Ze hadden zes kinderen.
Doctor in de rechten van de KU Leuven in 1941, begon hij zijn stage als advocaat in deze stad, maar schreef zich in aan de Balie van Brugge in 1943 en dit tot 1946.
Hij was lid en proost van de Edele Confrérie van het Heilig Bloed in Brugge en voorzitter van de kerkfabriek van de Sint-Thomas-van-Kantelbergparochie in Sint-Kruis.
Hij was ook:
- voorzitter van het Nationaal Orkest van België,
- voorzitter van het West-Vlaams Orkest,
- voorzitter van het Provinciaal verbond van veekweeksyndicaten.

Toen hij het grafelijk slot van Male van zijn vader erfde, gaf hij het in erfpacht aan de monialen van de abdij Sint-Trudo die aanzienlijke restauratiewerken uitvoerden en er nieuwbouw aan toevoegden. Later verkocht hij hen de eigendom.

## Volksvertegenwoordiger
Van 1945 tot 1965 was Gillès CVP-volksvertegenwoordiger voor het arrondissement Roeselare-Tielt. Hij bekommerde zich in het parlement voornamelijk om landbouwproblemen.